# Червоногрод

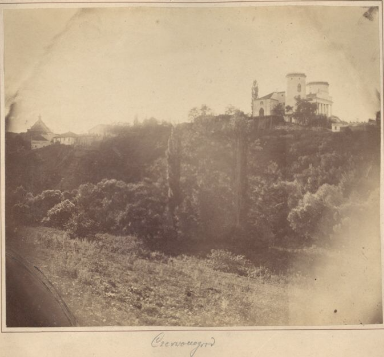
Червоногород у 1875 році

Червоногород, або Червоногрод (пол. Czerwonogród) — зниклий населений пункт (спочатку місто, потім село Червоногруд) на Західному Поділлі (Чортківський район Тернопільської області, Україна).
Був розташований над річкою Джурин. За «Географічним словником Королівства Польського», лежав за 0,5 милі (близько 4 км) від лівого берега Дністра, за 0,5 милі на північ від Устечка та за 3 милі (близько 12 км) на північний захід від Заліщиків.
Назва колишнього поселення пов'язана з інтенсивним червоним кольором місцевих пісковиків.
Поруч розташований Червоногородський водоспад; за легендою, його створили татари, які прокопали нове русло для Джурина, щоби полегшити доступ до замку.
У 1435—1774 роках був центром Червоногородського повіту (староства) Подільського воєводства.

## Назва
У різних джерелах зустрічаються варіації назви: в українській академічній літературі — Червоногрод, Червоногород. Остання назва населеного пункту — Червоноград.

## Історія

### Давньоруський період
Автор статті про містечко у Географічному словнику Королівства Польського (криптонім B. R.) пише, що тут було «дуже давнє поселення, яке в хроніках називають Castrum rubrum» («Червоний замок»). За словами B. R., цей замок «був уже в IX столітті резиденцією руських князів; хто його заснував, ми не маємо відомостей… Перед нашестям татар у 1240 році згадується цей замок як предмет частих взаємних нападів між руськими князями». Джерел цієї інформації B. R. не подав. У давньоруських літописах згадок про ці події нема.
Деякі польські дослідники помилково стверджували, що Червоногрод (Червоний город) належав до літописних червенських міст (городів), від назви яких пішла пізніше назва Червона Русь. Цим намагалися обґрунтувати твердження, що раз Володимир Великий у 981 році взяв Червоний город над річкою Джурин, то територія на захід (Галичина) залишилася під владою польських князів.

### Литовсько-польський період
Перші відомості про Черлений Город (Czerleny horod) — у хроніці Биховця, пов'язані з іменами литовських князів Ольгерда та Федора Корятовича (помилково позначені 1351 роком).
Михайло Грушевський стерджував, що за часів князів Коріятовичів у місті (як і в інших головних подільських містах) був уряд воєводи, який здійснював адміністративні та судові функції.
Б. Р. подав інформацію у «Словнику Географічному Королівства Польського» про здобуття міста та Червоної Русі королем Польщі Казимиром III Великим. У XIV столітті Червоногород та волость став власністю князів Коріатовичів, які — згідно даних Шимона Окольського — після 1331 року фундували тут домініканський монастир (акт фундушу знищений), пізніше зруйнований військом молдавського господаря Петру IV Рарешом, дерев'яний замок (знищений татарами та волохами в 1538).
Пізніше Владислав II Ягайло віддав його разом з кількома іншими подільському воєводі Спиткові з Мельштина. Після смерті Спитка Яґайло віддав Червоногород своєму брату Свидригайлові, пізніше — Вітовту.
У серпні 1402 року Ягайло перебував у Камінці, після цього — у Червоногороді, у місті видав кілька привілеїв для Поділля

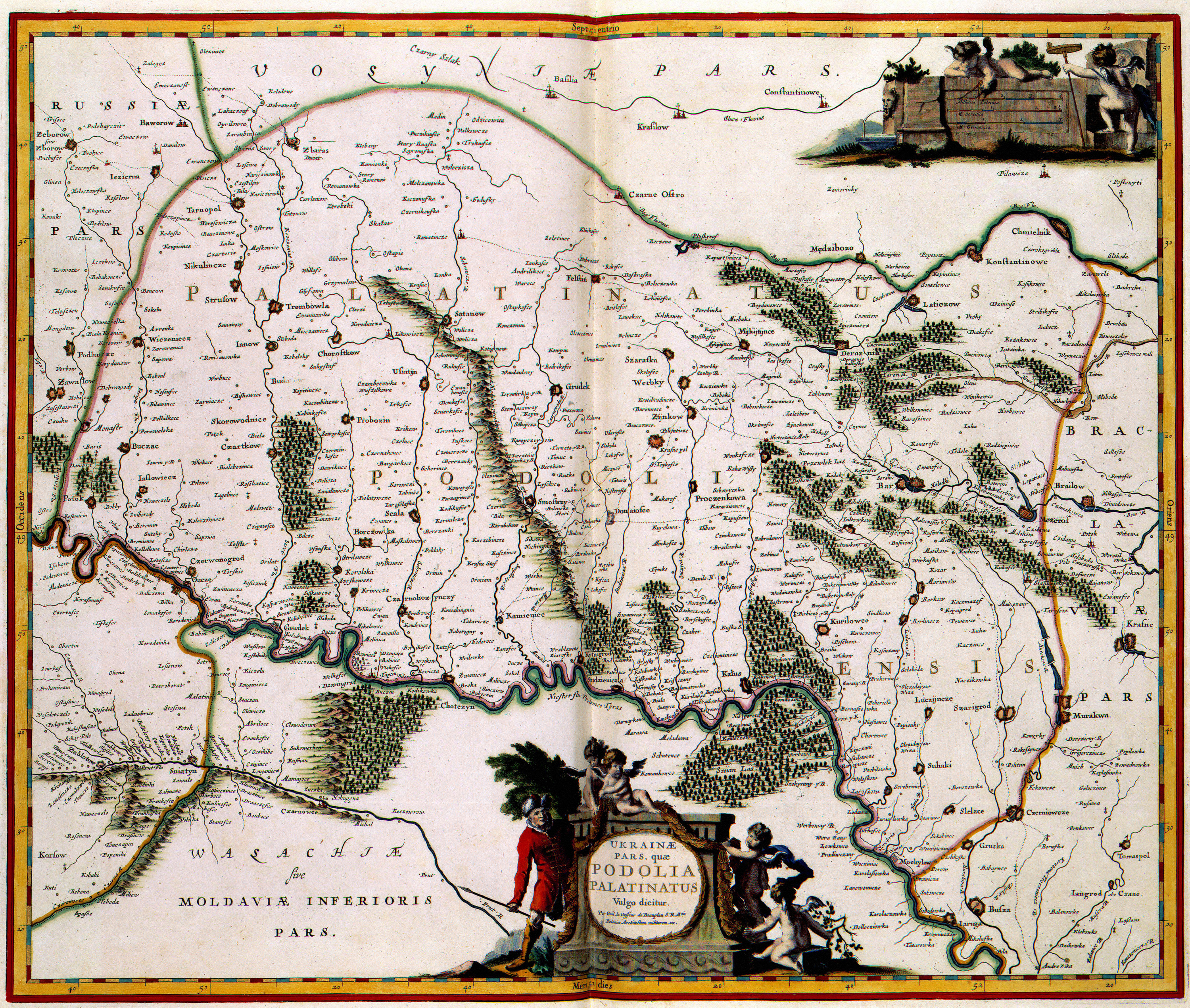
Червоногород на мапі 1660 року

З 1434 року, після приєднання Поділля до Польщі, Червоногород став королівським містом. Теодорик Бучацький отримав Червоногород від короля Казимира IV Ягеллончика у заставу, відбудував тут домініканський монастир.
З утворенням Подільського воєводства з центром у Кам'янці (1435) Червоногрод став центром однойменного повіту (староства), який сягав від Стрипи до Збруча. Першим червоногородським старостою став Теодорик Бучацький-Язловецький, на прохання якого король Казимир IV Ягеллончик надав поселенню в 1448 маґдебурзьке право.
У XV столітті місто належало Бучацьким, потім Язловецьким, Даниловичам гербу Сас і Скарбекам гербу Абданк. Люстрація 1765 року описує Червоний Город як поселення, а не місто[джерело?].
В кінці 18 століття статус червоногородського чесника займав Микола Миколайович Кастеллі (Mikolaj syn Mikolaja Kastelli)

### Австрійський період

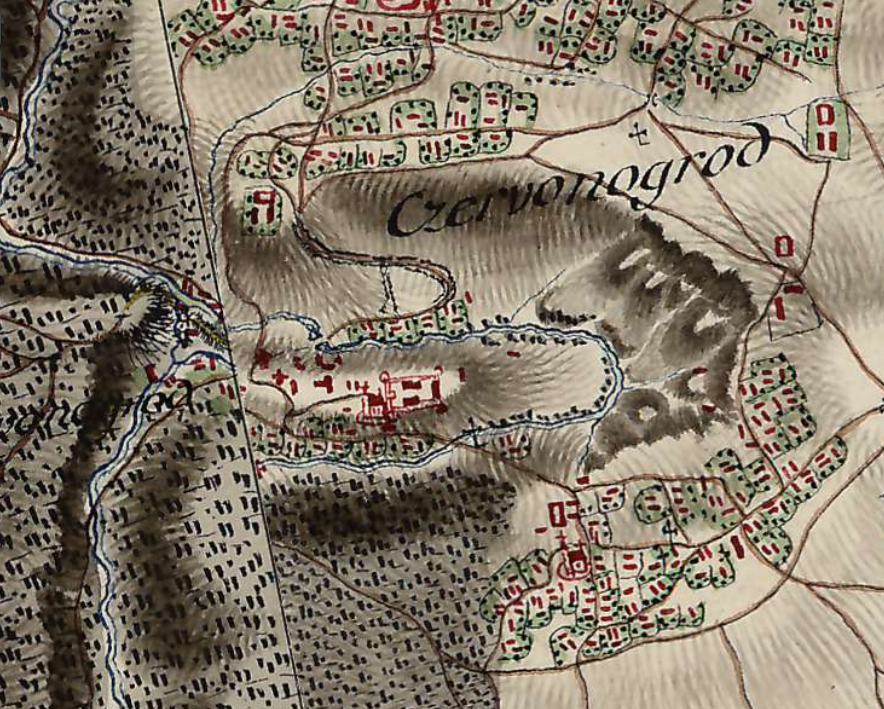
Червоногрод на детальній мапі 1779—1783 рр. Фрідріха фон Міґа

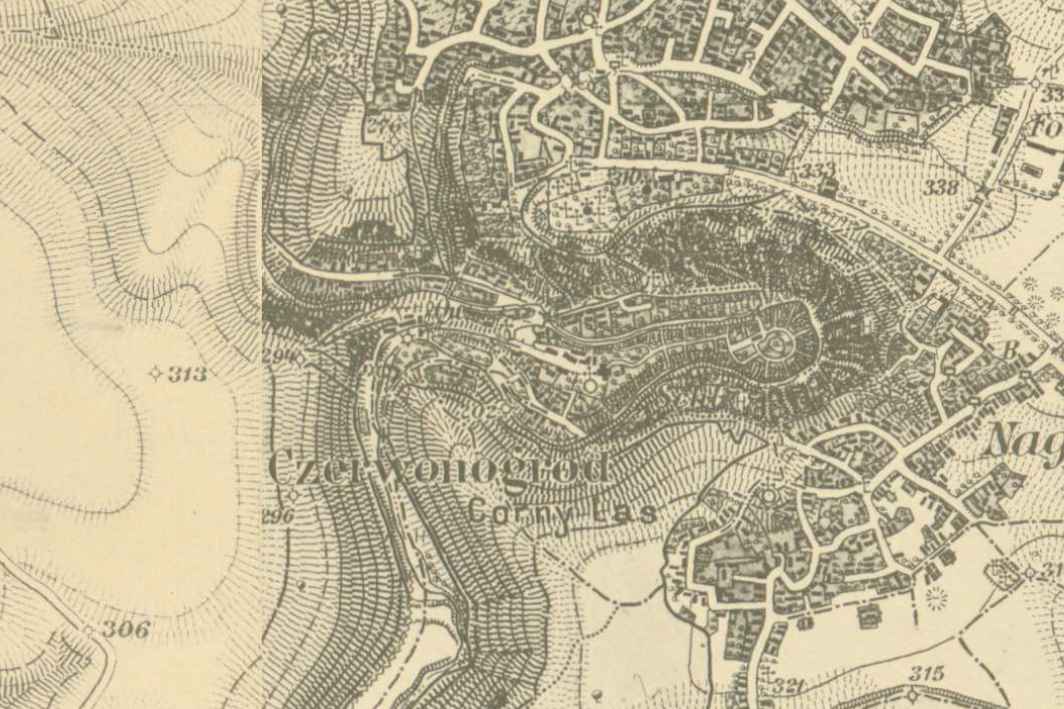
Густорозбудований Червоногрод на детальній мапі 1869—1887 рр. Імперії Габсбургів

1774 — нова австрійська влада ліквідувала Червоногородський повіт і перенесла місцевий адміністративний центр до Заліщиків (центр однойменного округу).
Від 1778 року Червоногород із довколишніми угіддями був власністю Кароля Понінського і його нащадків. Кароль Понінський у 1820 році звелів розібрати дві вежі й частину замку, дві інші вежі та частину стін використав для спорудження палацу на замковому фундаменті. Його син, Калікст, вважаючи вежі надто низькими, розібрав їх і збудував на цих самих місцях вищі та об'ємніші, у псевдоренесансному стилі.
На початку XX століття Червоногород перейшов до князів Любомирських, які стали останніми власниками поселення.
У 1880 році населення містечка становило 465 осіб, з яких 335 римо-католиків, 104 греко-католиків, 26 юдеїв.
Місцеві вірні греко-католицької церкви були парафіянами в Ниркові. Містечко було центром римо-католицької парафії Язловецького деканату, до якої також належали римо-католики Устечка, Ниркова, Нагорян, Садків, Цапівців, Іване-Золотого, Кошилівців, Солоного, Шутроминців, Торського (загалом 2028 парафіян).
Діяли:
- 1-класна державна («етатова») школа.
- 2-класна приватна школа при монастирі з польською мовою викладання[16].

### Повоєнний період
2 лютого 1945 сотня (курінь) УПА «Сірі вовки» (командир Петро Хамчук, псевдо «Бистрий») розгромили місцевий гарнізон польських «стрибків». Під час бою смертельні поранення дістали двоє стрільців куреня. Один із них, Дмитро Томович Романюк (нар. 1923), похований на цвинтарі с. Хмелева. Також було вбито 49 поляків, у тому числі цивільне населення.
Після виселення місцевого польського населення до Польщі Червоногород майже спорожнів і формально існував як село Червоне. Поселення спробували відновити, завізши три десятки сімей, депортованих із Лемківщини, але вони не вкорінилися тут. У 1952 році існували 6 дворів, проживали 15 мешканців — змішані польсько-українські родини, які не виїхали до Польщі.
На початку 1950-х років життя в Червоному дещо пожвавилось у зв'язку з будівництвом, а потім і роботою місцевої ГЕС (на її будівництві працювали люди з сусідніх сіл Нагорян і Ниркова). У селі навіть відкрили крамницю.
ГЕС здали в експлуатацію в липні 1957 року. Поруч із нею утворилося водосховище, на якому в теплі вихідні дні збиралося чимало людей. Але невдовзі поряд почалося будівництво Касперівської ГЕС, яка дала перший струм у 1964 році, тоді як Червоногродська ГЕС виявилася «неперспективною», позаяк водосховище замулювалось, а чистити його спеціалісти вважали недоцільним.
У 1960-х роках Червоногродську ГЕС закрили. Обладнання електростанції вивезли, виробничі приміщення машинного залу зруйнувались, водосховище зникло. У Червоному життя знову згасло.
У 1970 році село Червоне остаточно вивели з облікових даних як населений пункт, Червоногород перестав існувати де-юре.

## Економіка
Станом на 1880-ті роки власникам поселення (Понінським) належало: орних земель — 12 морґів, лук і садів — 16, пасовищ — 34, лісу — 572. У володінні дрібніших землевласників перебували 6 моргів орної землі, 27 — лук і садів, 22 — пасовищ.
У цей час у Червоногороді діяли водяний млин, який обслуговував велику околицю, і гуральня. Працювали 4 підприємці та ремісники: гуральник, корчмар («орендар пропінації»), риботорговець і швець.

## Пам'ятки
- замок
- домініканський костел святого Миколая при монастирі
- костел Внебовзяття Пресвятої Діви Марії (збудований 1615, посвячений 1741; в аварійному стані[1]).Руїни костелу. Червень 2016 р.Круговий огляд руїн костелу Внебовзяття поблизу Червоногородського замку з БПЛА. Червень 2016
- цвинтарна каплиця

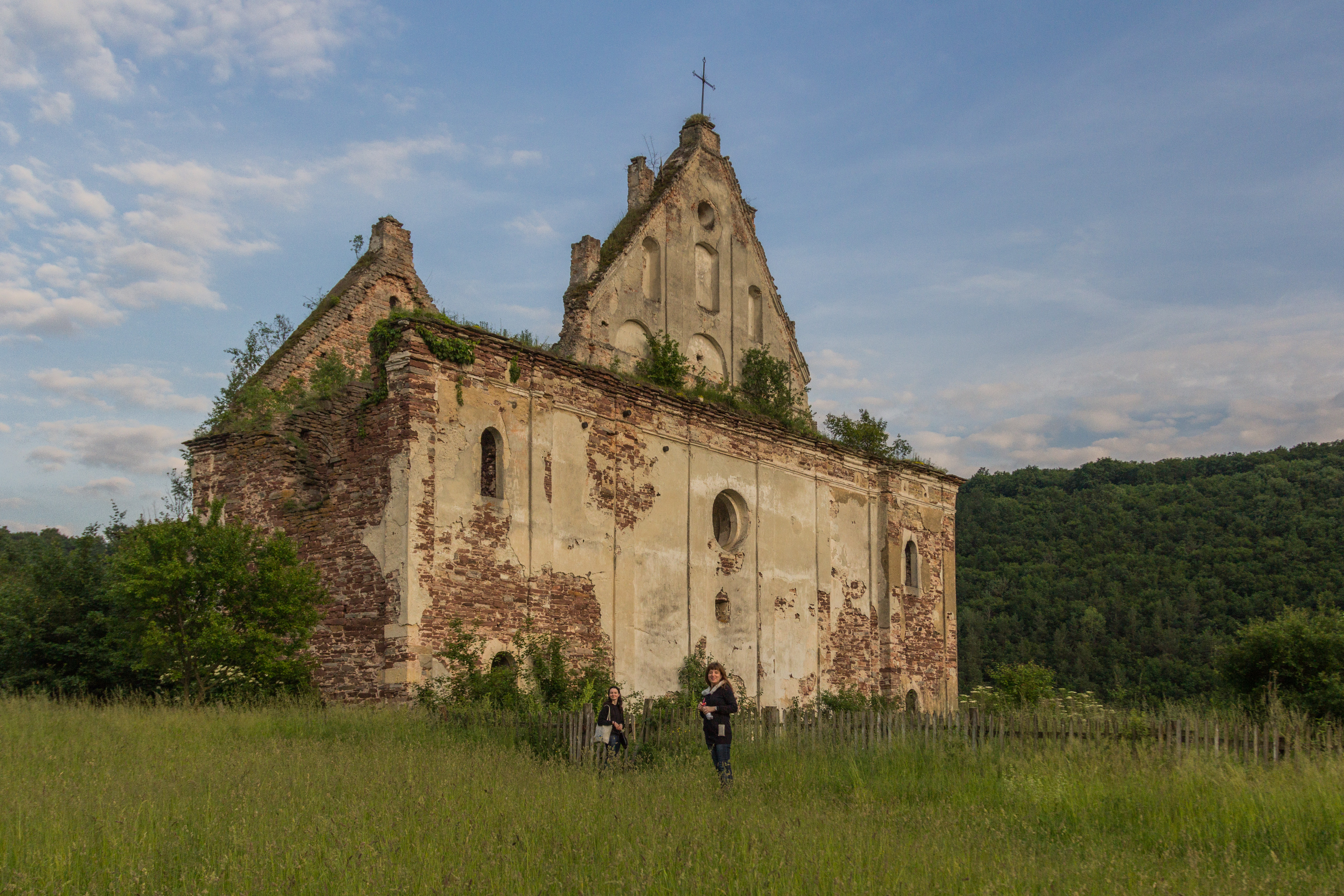
Руїни костелу. Червень 2016 р.

- світлину одного пам'ятника (1813 року) можна побачити у праці «Przeszlość і zabytki województwa Tarnapolskiego» (S. XLVII).

## Монастирі (кляштори)
- Домініканців з костелом Внебовзяття Богородиці — Теодорик Бучацький Язловецький записав фундуш[20] 1444[джерело?] р.
- Сестер-Милосердниць — заснований у 1846 році княжною Геленою Понінською. Монахині опікувались хворими та навчанням сиріт[1].

## Відомі люди
- Захаревич Юліан — мав стосунок до робіт у місцевому замку-палаці[21]

### Червоногородські воєводи
- Гринько із Сокільця

### Червоногородські старости
- Теодорик Бучацький-Язловецький.
- Миколай Данилович.
- Анджей Франішек Сапега (1660—1681).
- Франциск Данилович.[22]
- Станіслав Костка Ґадомський, з 30 січня 1761.[23]